# Оксамитова акула довгоноса
Оксамитова акула довгоноса (Centroselachus crepidater) — єдиний представник монотипного роду Centroselachus родини Полярні акули.

## Опис
Досягає довжини 130 см, середня довжина — 90—105 см. Голова з дуже довгим носом. Морда округла. Верхні зуби ланцетні. Нижні зуби помірно довгі та високі, у них широка основа. Перші чотири зяброві щілини приблизно рівної довжини, п'ята значно більше. Має струнке, витягнуте тіло і маленькими шипами на спинних плавцях. Спинні плавці однаково розміру. Грудні плавці довгі та вузькі. Верхня частина хвостового плавця довга та широка, нижня лопать — маленька. Анальний плавець відсутній. Забарвлення чорне або чорно-коричневе.

## Спосіб життя
Тримається на глибинах від 230 м до 1500 м, на континентальному та острівному шельфах. Живиться дрібною рибою (переважно міктофовами), креветками, кальмарами, донними безхребетними.
Статева зрілість самців настає при довжині у 64—68 см, самиць — 82 см. Це яйцеживородна акула. Самиця народжує 4—8 дитинчат завдовжки 28—35 см.
Тривалість життя сягає 60 років. Використовується для виготовлення рибного борошна. У м'ясі великий вміст ртуті.

## Розповсюдження
Широко поширена у східній частині Атлантичного океану: від Ісландії до Намібії. Зустрічається у водах Австралії та Нової Зеландії, уздовж берегів Чилі. В Індійському океані присутні невеликі ареали в районі атола Альдабра (Мозамбіцька протока) та на Малабарському узбережжі (південна Індія).